# Comitatul Stettler, Alberta
Comitatul Stettler, din provincia Alberta, Canada este un district municipal, amplasare coordonate 52°19′25″N 112°43′09″W / 52.323611°N 112.719167°V. Districtul se află în Diviziunea de recensământ 7. El se întinde pe suprafața de 4,005.10 km2  și avea în anul 2011 o populație de 5,103 locuitori.
Cities Orașe
--
Towns Localități urbane
- Stettler

Villages
- Big Valley
- Botha
- Donalda
- Gadsby

Villages Sate
- Rochon Sands
- White Sands

Hamlets
- Byemoor
- Endiang
- Erskine
- Nevis
- Red Willow

Summer villages Sate de vacanță
--
Hamlets, cătune
Așezări
- Anderson Addition
- Bolin Subdivision
- Caprona
- Fenn
- Gopher Head
- Hackett
- Hartshorn
- Heart Lake
- Leahurst
- Leo
- Nevis Junction
- Oberlin
- Repp Addition
- Repp Subdivision
- Sabine
- Scollard
- Warden
- Warden Junction
- Willowglen Estates
- Cordel

1. 1 2  Population and dwelling counts, for Canada, provinces and territories, and census subdivisions (municipalities), 2016 and 2011 censuses – 100% data (în engleză), 20 februarie 2019